# Ping Pong – Die Familienreportage
Ping Pong – Die Familienreportage ist eine deutsche Fernsehsendung, die zwischen 2013 und 2014 produziert wurde und sich in jeder Folgen einer Reportage über ein Familienleben widmet. Als Reporter ist dabei Tobias Henkenhaf unterwegs.

## Konzept
Die Sendung berichtet in jeder Folge über das Leben in einer Familie. Dabei werden unterschiedliche Familientypen und Konstellationen wie zum Beispiel Vater-Mutter-Familie, Alleinerziehend oder Patchwork gezeigt. Bei jeder Familie soll aber gezeigt werden wie dieses Probleme und Meinungsverschiedenheiten lösen, mit Gefühlen umgehen und das Zusammenleben gestalten. Der Name Ping Pong ist von dem wechselseitigen und schnellen Reaktionen erforderlichen Spiel Tischtennis entnommen.

## Produktion und Veröffentlichung
Die Sendung wurde zwischen 2013 und 2014 in Deutschland produziert. Dabei sind 2 Staffeln mit 21 Folgen entstanden. Das Drehbuch stammt von Eva Maria Berger.
Die Erstausstrahlung fand am 14. März 2013 auf BR-alpha (heute ARD-alpha) statt. Weitere Ausstrahlungen erfolgten ebenfalls auf SWR und Hr-fernsehen.

## Episodenliste

### Staffel 1
| Folge (gesamt) | Folge (Staffel) | Titel                              | Erstausstrahlung |
| 1              | 01              | Alltagsheldin                      | 14.03.2013       |
| 2              | 02              | Leben mit Epilepsie                | 21.03.2013       |
| 3              | 03              | Wie in einer richtigen Familie     | 28.03.2013       |
| 4              | 04              | Drei Generationen in der Backstube | 04.04.2013       |
| 5              | 05              | Wenn der Opa Alzheimer hat         | 11.04.2013       |
| 6              | 06              | Ein bisschen anders                | 18.04.2013       |
| 7              | 07              | Wenn Spielen zum Zwang wird        | 25.04.2013       |
| 8              | 08              | Trotzdem Leben                     | 02.05.2013       |
| 9              | 09              | Heimat verlieren, Heimat finden    | 16.05.2013       |
| 10             | 10              | Mit allen Sinnen                   | 23.05.2013       |
| 11             | 11              | Vom Leben in einer teuren Stadt    | 06.06.2013       |

### Staffel 2
| Folge (gesamt) | Folge (Staffel) | Titel                                                          | Erstausstrahlung |
| 12             | 01              | Transsexualismus – von der Freiheit sich selbst zu leben (1)   | 01.07.2014       |
| 13             | 02              | Transsexualismus – von der Freiheit sich selbst zu leben (2)   | 08.07.2014       |
| 14             | 03              | Liebe im Alter: Neustart mit 70plus                            | 15.07.2014       |
| 15             | 04              | Alternatives Wohnen: Das Nachbarschaftsdorf in der Stadt       | 22.07.2014       |
| 16             | 05              | Gemeinsam statt einsam! – Eine Senioren-WG für Demenzerkrankte | 29.07.2014       |
| 17             | 06              | Zuhause in zwei Kulturen                                       | 05.08.2014       |
| 18             | 07              | Gestresste Kindheit                                            | 12.08.2014       |
| 19             | 08              | Einmal Himmel und zurück – Eine Nahtoderfahrung (1)            | 19.08.2014       |
| 20             | 09              | Einmal Himmel und zurück – Eine Nahtoderfahrung (2)            | 26.08.2014       |
| 21             | 10              | Heimat in Gefahr                                               | 02.09.2014       |